# Messerschmitt Me 328
O Messerschmitt Me 328 foi uma aeronave protótipo de um caça parasita para proteger os bombardeiros alemães durante a Segunda Guerra Mundial. Durante o seu desenvolvimento, uma grande variedade de missões foram sugeridas para esta mesma aeronave. Uma de suas possíveis naves-mãe (aeronave transportadora) seria o Dornier Do 17. Na fase tardia da guerra, foi intencionada para se tornar uma aeronave de ataques suicidas, porém nunca cumpriu serviço operacional. Este pequeno caça seria alimentado por dois motores a pulso-jato, semelhantes ao motor usado nas bombas V-1. Contudo, o facto de tal motor não ser viável, condenou o projecto do Me 328 desde o seu início.